# Kruszewo (województwo podlaskie)

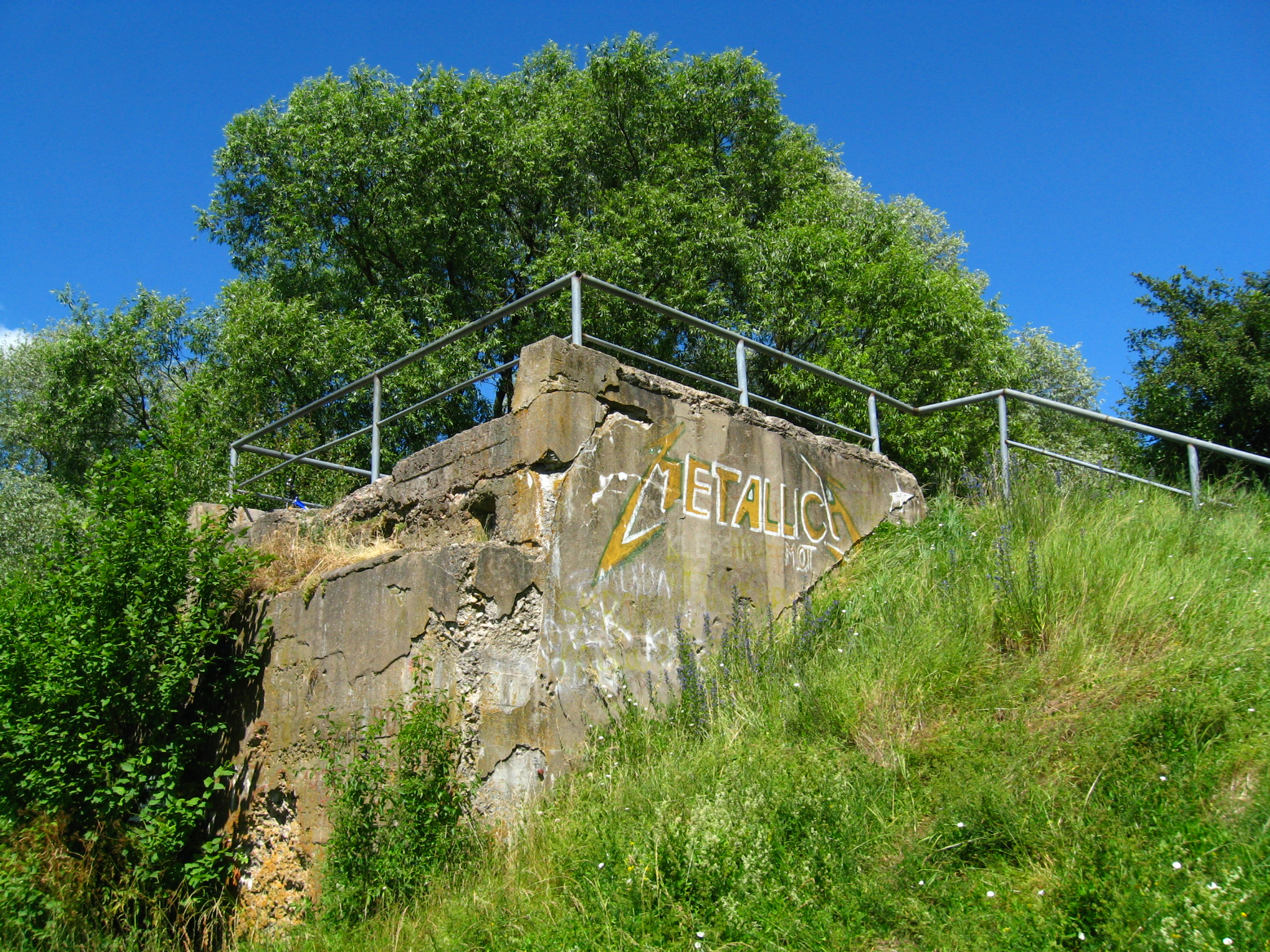
Przyczółek „zerwanego” mostu w okolicy Kruszewa

Kruszewo – wieś w Polsce położona w województwie podlaskim, w powiecie białostockim, w gminie Choroszcz.
Wieś dóbr goniądzko-rajgrodzkich Mikołaja Radziwiłła Amora, w 1795 roku położona była w ziemi bielskiej województwa podlaskiego. W latach 1975–1998 miejscowość administracyjnie należała do województwa białostockiego.
Wierni kościoła rzymskokatolickiego należą do parafii Najświętszego Serca Pana Jezusa w Konowałach.

## Zabytki
Szkoła podstawowa, 1926, nr rej.: A-6 z 8.12.1999